# Mauraz
Mauraz ist eine politische Gemeinde im Distrikt Morges des Kantons Waadt in der Schweiz.

## Geographie
Mauraz liegt auf 625 m ü. M., 12 km nordwestlich der Bezirkshauptstadt Morges (Luftlinie). Das Bauerndorf erstreckt sich auf dem Jurafussplateau, an der Mündung des Baches Morand in den Veyron, im Waadtländer Mittelland.
Die Fläche des nur gerade 0,5 km² grossen Gemeindegebiets umfasst einen kleinen Abschnitt der westlichen Randzone des Waadtländer Mittellandes. Der Gemeindeboden wird im Norden vom Bach Morand, im Süden von der Talniederung des Veyron eingefasst. Die höchste Erhebung wird mit 662 m ü. M. auf dem Plateau westlich des Dorfes erreicht. Von der Gemeindefläche entfielen 1997 4 % auf Siedlungen, 11 % auf Wald und Gehölze und 85 % auf Landwirtschaft.
Mauraz besteht aus einem unteren Dorfteil (625 m ü. M.) und einem oberen Dorfteil, der den Namen Sur le Crêt (642 m ü. M.) trägt. Nachbargemeinden von Mauraz sind L’Isle, Hautemorges und Montricher.

## Bevölkerung
Mit 64 Einwohnern (Stand 31. Dezember 2023) ist Mauraz die zweitkleinste Gemeinde des Kantons Waadt. Von den Bewohnern sind 95,8 % französischsprachig, 2,1 % deutschsprachig und 2,1 % italienischsprachig (Stand 2000). Die Bevölkerungszahl von Mauraz belief sich 1900 noch auf 70 Einwohner. Seit etwa 1950 pendelt die Bevölkerungszahl zwischen 35 und 48 Einwohnern.

## Wirtschaft
Mauraz war bis in die zweite Hälfte des 20. Jahrhunderts ein vorwiegend durch die Landwirtschaft geprägtes Dorf. Noch heute haben der Ackerbau, der Obstbau und die Viehzucht eine wichtige Bedeutung in der Erwerbsstruktur der Bevölkerung. Einige weitere Arbeitsplätze sind im lokalen Kleingewerbe und im Dienstleistungssektor vorhanden.

## Verkehr
Die Gemeinde liegt abseits grösserer Durchgangsstrassen. Strassenverbindungen bestehen nach L’Isle und nach Pampigny. Mauraz selbst besitzt keinen Anschluss an das Netz des öffentlichen Verkehrs. Die Haltestelle Mauraz an der am 12. September 1896 eingeweihten Schmalspurbahnlinie von L’Isle nach Apples der Bière–Apples–Morges-Bahn befindet sich am nördlichen Dorfrand von Pampigny, rund 2,5 km vom Ortskern entfernt.

## Geschichte
Während des Mittelalters gehörte Mauraz dem Kloster Romainmôtier, danach kam es zur Herrschaft Montricher und bildete darin einen Ortsteil der Gemeinde Montricher. Mit der Eroberung der Waadt durch Bern im Jahr 1536 kam Mauraz unter die Verwaltung der Vogtei Morges. Erst 1764 wurde es eine selbständige Gemeinde. Nach dem Zusammenbruch des Ancien Régime gehörte Mauraz von 1798 bis 1803 während der Helvetik zum Kanton Léman, der anschliessend mit der Inkraftsetzung der Mediationsverfassung im Kanton Waadt aufging. 1798 wurde es dem Bezirk Cossonay zugeteilt.

## Sehenswürdigkeiten
Mauraz besitzt eine kleine Kapelle, gehört aber zur Pfarrei L’Isle.